# Cagematch.net
Cagematch.net är en tysk webbplats för fribrottningsresultat, statistik och nyheter från hela världen. Webbplatsen grundades den 15 mars 2001 av Philip Kreikenbohm, Nicolas Pape och Knut Linke. Webbplatsen är den största i branschen och tillhandahåller resultat från allt ifrån stora evenemang med tusentals åskådare till små event i mindre länder.